# راتن کیرشن
راتن کیرشن (به آلمانی: Rattenkirchen) یک شهر در آلمان است که در بایرن واقع شده‌است.

## خصوصیات
راتن کیرشن ۱۹٫۸۷ کیلومترمربع مساحت دارد ۴۷۴ متر بالاتر از سطح دریا واقع شده‌است.